# Campeonato Piauiense de Futebol de 1995
O Campeonato Piauiense de Futebol de 1995 foi o 55º campeonato de futebol do Piauí. A competição foi organizada pela Federação de Futebol do Piauí (FFP) e o campeão foi o Cori-Sabbá.<

## Premiação
| Campeonato Piauiense de Futebol de 1995 |
| Floriano                                |
| --------------------------------------- |
| CORI-SABBÁ Campeão (1º título)          |